# Antoni Durcovici
Antoni Durcovici, właściwie Anton Durcovici (ur. 17 maja 1888 w Bad Deutsch-Altenburg zm. 20 grudnia 1951 w Syhot Marmaroski) – rumuński biskup, w latach 1947–1949 biskup diecezji Jassów. Błogosławiony Kościoła katolickiego.

## Życiorys
Urodził się w Bad Deutsch-Altenburg, a cztery lata później, wraz z matką i bratem, wyjechał do Królestwa Rumunii. Ukończył szkołę podstawową i liceum w Jassach i Bukareszcie. W 1906 roku dołączył do rzymskokatolickiego seminarium i kontynuował studia w Rzymie. Święcenia kapłańskie przyjął 24 września 1910. W 1924 roku został rektorem seminarium duchownego w Bukareszcie. Funkcję tę pełnił do 1948 roku, kiedy to został powołany na biskupa diecezji Jassów.

## Śmierć i beatyfikacja
26 czerwca 1949 roku został aresztowany przez Securitate, podczas gdy był z wizytacją w Popești-Leordeni. 10 września 1951 roku został przeniesiony do więzienia do Sighet, gdzie tam trzy miesiące później 20 grudnia 1951 zmarł i został pochowany w nieznanym grobie. Po jego śmierci władze komunistyczne usunęły wszystkie dowody pobytu biskupa w więzieniu, niszcząc wszystkie papiery.
Jego proces beatyfikacyjny rozpoczął się 28 stycznia 1997. 31 października 2013 papież Franciszek ogłosił dekret dotyczący jego męczeństwa i ogłosił dzień 17 maja 2014 jako dzień jego beatyfikacji. Tego dnia na stadionie im. Emila Alexandrescu w Jassach pod przewodnictwem kard. Angelo Amato odbyła się beatyfikacja.